# Es geschah am hellichten Tag
Es geschah am hellichten Tag is een Zwitsers-Duitse-Spaanse film uit 1958 van Ladislao Vajda met in de hoofdrollen Heinz Rühmann en Gert Fröbe.
Het scenario voor de film werd geschreven door Friedrich Dürrenmatt. Na het uitkomen van de film publiceerde Dürrenmatt ook een romanversie van het scenario onder de titel Das Versprechen. Hoewel de roman het scenario redelijk trouw volgt, is het einde anders en meer duister dan in de film. De film werd genomineerd voor een Gouden Beer op het filmfestival in Berlijn.

## Verhaal
In het woud bij het dorpje Mägendorf in het kanton Zürich ligt een meisje, ze is vermoord. De venter Jacquier vindt het meisje en meldt het aan Oberleutnant Matthäi van de politie van het kanton. Matthäi is bezig met de voorbereiding voor zijn vertrek naar Jordanië waar hij de plaatselijke politie gaat trainen. Hij onderbreekt zijn werkzaamheden en rijdt samen met Jacquier naar het woud. Het dode meisje, Gritli Moser, is seksueel misbruikt en vervolgens beestachtig vermoord. De geschokte Matthäi zweert dat hij haar moordenaar zal vinden. Tijdens zijn onderzoek bezoekt Matthäi de school van Gritli. De lerares toont hem enige tekeningen van het meisje. Op een tekening heeft het meisje een reus getekend samen met een klein meisje, een donkere auto, een aantal egels, een janklaassenpop en een gehoornd fabeldier. Terwijl Matthäi de zaak onderzoekt, hebben de bewoners van Mägendorf al een veroordeling uitgesproken. Zij geloven dat Jacquier de moordenaar is, vooral omdat hij een aantal messen bij zich draagt. Jacquier wordt aangehouden en door Leutnant Henzi, de assistent van Matthäi verhoord en onder druk gezet. De venter breekt en bekent. Nog dezelfde avond verhangt hij zichzelf in zijn cel. Het lijkt een schuldbekentenis en de zaak wordt gesloten. Maar Matthäi twijfelt. Hij gelooft niet dat Jacquier de moordenaar was. Volgens hem is er een seriemoordenaar aan het werk, maar hij kan het niet bewijzen. Als hij op het vliegtuig naar Jordanië stapt, zit hij naast een man die chocolade truffels zit te eten. De truffels lijken op egels en Matthäi herinnert zich de egels op de tekening van het vermoorde meisje. Hij gaat terug naar Zürich en bezoekt een psychiater. Aan de hand van de tekening schetst de psychiater een beeld van de mogelijke dader, een psychopaat die vrouwen haat en vermoedelijk meerdere kinderen heeft vermoord. Als Matthäi oude moordonderzoeken nakijkt, vindt hij een patroon. Een aantal vermoorde kinderen is gevonden in de buurt van een provinciale weg in de richting van Graubünden. Het kantonswapen van Graubünden is een steenbok, het gehoornde fabeldier op de tekening van Gritli. Matthäi gelooft dat de moordenaar een donkere auto gebruikt en huurt in de buurt van de bewuste weg een tankstation. Hij neemt een jonge vrouw als huishoudster aan. De vrouw heeft een dochtertje, Annemarie, in de leeftijd van Gritli. Matthäi wil het meisje als lokaas gebruiken. Annemarie wordt inderdaad aangesproken door een grote man (een soort 'reus'), genaamd Schrott, die haar vermaakt met een janklaassenpop en haar chocolade truffels geeft. Als Matthäi ontdekt dat Annemarie met de man naar het bos is gegaan, gaat hij de twee achterna. De moordenaar ziet Matthäi en valt hem aan met zijn messen. Hij verwondt Matthäi, maar wordt neergeschoten door de lokale politie die door Matthäi was gewaarschuwd. Annemarie is ongedeerd en wordt door Matthäi teruggebracht naar haar moeder.

## Rolverdeling
| Acteur             | Personage            |
| ------------------ | -------------------- |
| Heinz Rühmann      | Oberleutnant Matthäi |
| Sigfrit Steiner    | Feller               |
| Siegfried Lowitz   | Leutnant Heinzi      |
| Michel Simon       | Jacquier             |
| Heinrich Gretler   | Polizeikommandant    |
| Gert Fröbe         | Schrott              |
| Berta Drews        | Frau Schrott         |
| Ewald Balser       | Professor Manz       |
| María Rosa Salgado | Frau Heller          |
| Anita von Ow       | Annemarie Heller     |

## Productie
In 1957 kreeg schrijver Friedrich Dürrenmatt van een producent de opdracht het script te schrijven voor een televisiefilm met seksueel misbruik bij kinderen als thema. Dürrenmatt schreef het script en leverde het in bij de producent. Uiteindelijk werd het niet voor de televisie gebruikt, maar verschoof het project naar de bioscoop. Regisseur Ladislao Vajda en scenarist Hans Jacoby bemoeiden zich met het scenario dat gedeeltelijk werd herschreven. Dürrenmatt was niet helemaal tevreden met zijn scenario en begon aan een roman onder de titel Das Versprechen, Requiem auf den Kriminalroman. De roman volgt het scenario grotendeels, maar Dürrenmatt week met name op het einde af. Terwijl Matthäi in de film succesvol is en de moordenaar kan arresteren, daar wordt hij in de roman waanzinnig omdat hij de moordenaar niet kan vinden (die is bij een auto-ongeluk omgekomen). Dürrenmatt vond dit een realistischer einde.
Nadat het scenario was herschreven begonnen de opnames in Zwitserland. Er werden opnames gemaakt in het kanton Zürich, zoals bij de Tardisbrücke die bij Landquart over de Rijn ligt, Hier bevond zich ook een 'Gaststätte' met het opschrift Graubünden. Een boerderij bij het plaatsje Trimmis werd zodanig aangepast dat het door kon gaan voor een tankstation. Het woud, waar Schrott de kleine Annemarie ontmoet, was het Fürstenwald bij Chur. In Chur bevond zich ook het huis dat model stond voor het huis van Schrott (in de Obere Plessurstrasse). De zwarte auto die zo'n belangrijke rol in de film speelt is een Buick Sedan en was normaal in gebruik als taxi bij een taxibedrijf in Chur.

## Remakes
In 1979 werd de eerste remake gemaakt voor de Italiaanse televisie onder de titel La Promessa. De makers baseerden zich hierbij meer op de roman van Dürrenmatt en in deze versie wordt de politieman krankzinnig. Rudolf van den Berg maakte in 1994 een bioscoopfilm onder de titel In the Cold Light of Day met Richard E. Grant als de Oberleutnant. Deze film was een remake van Es geschah am hellichten Tag. Wel had Van den Berg het oostblok als achtergrond genomen en wordt de moordenaar door de moeder doodgeschoten. Twee jaar later, in 1996, maakte Nico Hofmann een tweedelige televisiefilm onder de titel Es geschah am hellichten Tag met Joachim Krol als Kommissar Matthäus en Axel Milberg als Schrott. In 2001 maakte Sean Penn een bioscoopfilm gebaseerd op de roman van Dürrenmatt onder de titel The Pledge met Jack Nicholson als de politieman. Ook Penn maakt gebruik van Dürrenmatts einde met de krankzinnig geworden politiefunctionaris.